# Штембарты
Штембарты (пол. Sztembart) — дворянский род.
Предок их, Иван-Фридрих Штембарт, получил в 1783 году от Короля Польского Станислава Августа диплом на потомственное дворянство, с описанным гербом.

## Описание герба
В щите напол-пересечённом, в верхнем золотом поле белый орёл, вправо, с голубым овальным на груди щитом, на коем золотая звезда; в нижнем же, красном поле, сосна о трёх верхушках, с четырьмя корнями.
В навершии шлема золотая звезда. Герб Годзьмба 2 (употребляют: Штембарты) внесён в Часть 2 Гербовника дворянских родов Царства Польского, стр. 54.